# Мост за Терабитију (филм из 2007)
Мост за Терабитију (енгл. Bridge to Terabithia) америчка је фантастична филмска драма из 2007. у режији Габора Чупао (његов редитељски деби), по сценарију Дејвида Л. Патресона и Џефа Стоквела. Филм је заснован на истоименом роману Кетрин Патерсон из 1977, а главне улоге су играли Џош Хачерсон, Анасофија Роб, Бејли Медисон, Зои Дешанел и Роберт Патрик. У филму, адолесценти Џеси Аронс (Хачерсон) и Лесли Берк (Роб) стварају „Терабитију”, измишљени свијет, који користе да се носе са својом проблематичном стварношћу и како би заједно проводили вријеме.
Роман је заснован на догађајима из дјетињства сина Кетрин Патерсон, који је наставио да пише сценарио за филм; Чупо је ангажован крајем 2005, а остатак главне глумачке екипе је убрзо окупљен. Главно фотографисање је почело у фебруару 2006. и трајало је до априла исте године и цјелокупно је изведено у Окланду. Био је то посљедњи филм Мајкла Чепмена као директора фотографије, прије његовог пензионисања и смрти 2020. године.
Мост за Терабитију је премијерно приказан у Сједињеним Државама 16. фебруара 2007, за чује дистрибуцију је био овлашћен Buena Vista Pictures. Добио је позитивне критике, уз похвале за визуелни приказ, глумачке улоге и вјерност изворном материјалу. Филм је зарадио 137,6 милиона америчких долара. На 29. додјели Награда за младе умјетнике, филм је освојио свих пет награда за које је био номинован.